# Villa romana de La Malena
La Malena es un yacimiento arqueológico situado en la localidad española de Azuara, provincia de Zaragoza.
Los restos de La Malena corresponden a una villa romana habitada entre los siglos I y V de nuestra era y destacan los más de 1000 m² de mosaicos descubiertos.

## La villa
El yacimiento de La Malena, declarado Bien de Interés Cultural bajo la categoría de Zona de Interés Arqueológico, fue descubierto en 1988 y fue excavado y estudiado hasta 1992.
Los resultados arqueológicos determinaron la existencia de una villa romana del siglo IV que presentaba en la mayoría de sus estancias mosaicos y mosaicos parietales, pavimentos de tierra y pavimentos de mortero. Las excavaciones también descubrieron restos escultóricos, restos del ajuar doméstico de la villa, tanto en cerámica como en vidrio, y diversos objetos metálicos, como anillos de bronce, fragmentos de pulseras de cobre, fíbulas, un cuchillo y algunas monedas de los siglos III al V.
Pertenece al tipo de las denominadas villas romanas 'de peristilo', modelo muy extendido en el valle del Ebro y en la Meseta. Tiene planta cuadrangular de aproximadamente 50 metros de lado. La 'pars urbana' o zona noble que ocupaban los propietarios se desarrolla en torno a un gran patio central dotado con un estanque y rodeado por corredores, que abrían a éste mediante un pórtico con columnas.

### Los mosaicos
Desde el inicio se determinó la importancia del yacimiento por sus mosaicos de teselas y, en concreto, por el mosaico de las bodas de Cadmo y Harmonía, considerado una obra cumbre de la musivaria romana en Hispania. Destacan los pavimentos de mosaico con motivos vegetales, geométricos y figurativos, construidos con teselas de marlon, caliza marmórea, cerámica y pasta vítrea. Los motivos geométricos se usan en las entradas y corredores del peristilo, y presentan círculos simples, compuestos o entrelazados, octógonos, hexágonos, cruces griegas, nudos simples, etc; los motivos vegetales aparecen en las cenefas que enmarcan emblemas y presentan coronas de laurel, flores, hojas de acanto y de hiedra, racimos de uva, etc; y los motivos figurativos se usan como emblema central del pavimento de las habitaciones principales, destacando el ya mencionado que representa las bodas de Cadmo y Harmonía.

## Deterioro, museo y plan director
En 2016, 30 años después de su descubrimiento, la falta de inversiones y mantenimiento hacían peligrar la integridad de los mosaicos, según denunciaron públicamente vecinos de Azuara o APUDEPA (Acción Pública para la Defensa del Patrimonio Aragonés) en las Cortes de Aragón. Para revertir esta situación y promover la divulgación de la villa se creó la Asociación de amigos de La Malena.
Gracias a ello, en 2017 se inauguró un museo en Azuara en el antiguo edificio de la Orden de San Juan del Hospital, rehabilitado por la Diputación Provincial de Zaragoza (DPZ), y aprovechando materiales de un pequeño centro de interpretación de La Malena que ya existió entre 2007 y 2011 pero que tuvo que cerrar por falta de fondos.
Ese mismo año la Diputación General de Aragón redactó un plan director para proteger, restaurar y musealizar el yacimiento. Inicialmente se llevaron labores de limpieza de la vegetación y en 2018 se comenzó a construir una estructura protectora que simula la estructura y el volumen de la villa, dispuesta en torno a un patio, y que permitirá al visitante entender la villa y conocer los mosaicos. En 2020 se amplía esta estructura y se restauran algunos de los mosaicos más destacados.
El proyecto también contempla adecuar un espacio de servicios para acoger a los visitantes y que dará acceso al yacimiento, así como un aparcamiento de vehículos, y un área de recreo externa al recinto arqueológico en la zona más próxima al río Cámaras, debido a su atractivo natural.